# Eurycorypha varia
Eurycorypha varia är en insektsart som beskrevs av Brunner von Wattenwyl 1891. Eurycorypha varia ingår i släktet Eurycorypha och familjen vårtbitare. Inga underarter finns listade i Catalogue of Life.